# Solenopsis megera
Solenopsis megera é uma espécie de formiga do gênero Solenopsis, pertencente à subfamília Myrmicinae.